# 常海霞
常海霞（1987年—），甘肃肃南人，裕固族，中华人民共和国政治人物、第十二届全国人民代表大会甘肃地区代表。
毕业于兰州理工大学金融。2013年，担任全国人大代表。